# Lončari (Tešanj, BiH)
Lončari su naselje u općini Tešanj, Federacija BiH, BiH. 

## Stanovništvo
Nacionalni sastav stanovništva 1991. godine, bio je sljedeći:
ukupno: 487
- Hrvati - 474
- Srbi - 6
- Jugoslaveni - 1
- ostali, neopredijeljeni i nepoznato - 6